# Gabriel Nicolas de La Reynie
Gabriel Nicolas de La Reynie, ortografiat și La Reinie (n. 25 mai 1625, Limoges, Franța – d. 14 iunie 1709, Paris, Regatul Franței) a fost primul locotenent general al poliției din Paris. Prin acțiunea sa energică, reformele sale inovatoare și rigoarea sa morală, mai ales în perioada îngrozitoare a otrăvurilor, este adesea considerat părintele poliției judiciare. 

## Biografie
Fiul cel mai mic al lui Jean Nicolas, sieur de Traslage, locotenent general al regelui în Haut Limousin, primește moșia La Reynie, o proprietate amărâtă de 200 de livre pe an, din averea  bunicii sale, născută Hugon. În 1698 a moștenit castelul de la Traslage (Vicq-sur-Breuilh, după nepotul său, părintele Jean Nicolas de Traslage), apoi în 1705 a cumpărat baronia din Vicq. Magistrat în președinția din Angoulême, apoi președinte al celei de la Bordeaux, el rezistă Frondei, servește ca steward guvernatorului din Guyenne, ducele d'Epernon, care îl face cunoscut curții. 
Observat de Colbert, se speră că va inaugura noua funcție de locotenent de poliție la Paris în 1667, poziție pe care și-a asumat-o timp de treizeci de ani. Multă vreme a rămas văduv al primei sale soții, s-a căsătorit, în 1668, cu Gabrielle de Garibal, care îi aduce o casă în Vaugirard, casă despre ca cărei grădini se spune că au fost proiectate de Le Notre. Reynie a devenit consilier de stat în 1680 . 
"Poliția consistă în repausul public și privat, în protejarea orașul de lucruri care pot provoca tulburări." Edictul pe care Colbert îl prezintă lui Ludovic al XIV-lea (Edictul din Saint-Germain-en-Laye, 15 martie 1667) rezultă din evoluția moravurilor franceze din ultimele secole în problemele de siguranță publică. El are în vedere o abordare globală a criminalității și este actul fondator al poliției în cadrul Vechiului Regim, clarificând o situație moștenită din Evul Mediu. 
.

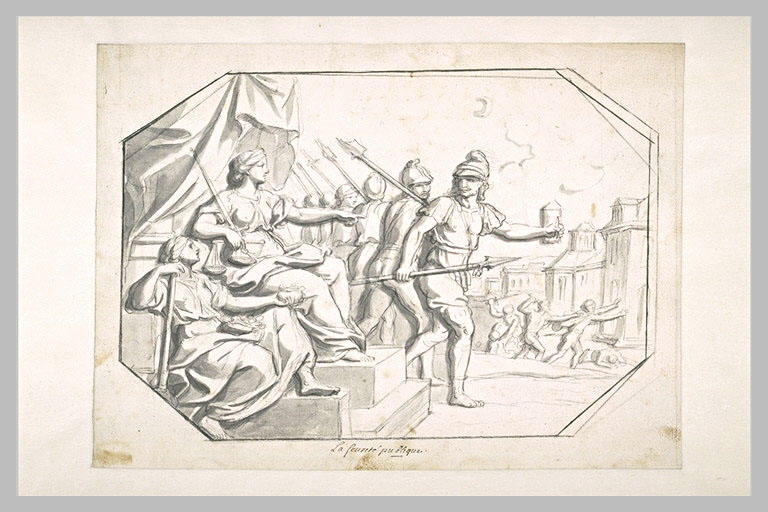
Poliția și siguranța restaurate la Paris, 1665. Charles Le Brun. Schiță pentru Galeria de Gheață. Subiectul este instituirea iluminatului public și o pază sub comanda unui locotenent de poliție (1667) menit să pună capăt nesiguranței care domnea în orașul Paris imediat ce se lăsa noaptea. Primul locotenent de poliție remarcabil: Nicolas de La Reynie, care a fost în funcție timp de treizeci de ani între 1667 și 1697

Sarcina locotenentului de poliție pe care îl instituie își propune să creeze o putere autonomă care să asigure buna desfășurare a activității orașului, indiferent de presiunea pe care o poate suferi. Paris este primul oraș preocupat de această măsură. Nicolas de La Reynie este primul locotenent general de poliție, funcție pe care o deține din martie 1667 până în ianuarie 1697. Judecător apoi stăpânește cererile către consiliul de stat, el cunoaște complet instituțiile. Toți locotenenții generali care îi succed au o pregătire similară. Numit de rege, locotenentul poliției este revocabil <i>ad nutum</i>. Dacă edilul îi conferă locotenentului poliției unele misiuni (lupta împotriva delincvenței, incendiul, inundațiile, poliția economică, moravurile etc.), el îl lasă pe Nicolas de La Reynie să-și organizeze administrația, aduncând sub autoritatea sa vechile instituții. 
În acel moment, patru „poliții” concurează între ele la Paris: 
1. Comisarii din Châtelet,
2. Arcașii și cei scutiți de gardă,
3. Compania locotenentului pentru crime
4. Președintele Tribunalului din Île de la Cité.

El reorganizează aceste poliții și le ia sub controlul său, bazându-se în principal pe comisari, în ale căror grații intră obținând obținând pentru ei un tratament regulat și beneficii fiscale.                                Sub jurisdicția sa, ei devin „comisari de poliție” (termen pe care l-a inventat). Numărul acestora este crescut la 48. Răspândiți în cele 17 districte din Paris, aceștia își raportează zilnic activitatea locotenentului de poliție (care a devenit locotenent-general în 1699, când organizarea înființată la Paris este extinsă în întregul regat). 
De asemenea, Nicolas de La Reynie se bazează pe o rețea de informatori plătiți din toate mediile sociale: „turnătorii (les mouches = muștele)” în libertate, iar „ciripitorii (les moutons = oile)” în închisori. De asemenea, poate, la nevoie, apela la forțele armate, fie mareșalatul din  Ile-de-France, fie Garda Parisului (aproximativ o mie de gardieni ai porților și zidurilor Parisului). Mai presus de toate, locotenentul general de poliție se bazează pe meseriași, pe cei din piețe, din școli, de la arhive etc.  
El a restabilit autoritatea regală punând la punct pe guvernatorul Parisului, pe deținătorii de fiefuri-enclave în Paris, Parlamentul, obișnuit până atunci să ia hotărâri în materii polițienești, pe starostelui comercianților și municipalitatea pariziene. 
La Reynie reprimă tipărirea și colportarea scrierilor sedițioase, crime pe care el le judecă direct și foarte sever. Responsabil de executarea faimoaselor lettres de cachet, el ia parte la politica înaltă atunci când asigură aprovizionarea cu porumb a Parisului sau când aplică, cu omenie, persecuțiile împotriva protestanților refractari sau supravegherea unor noi convertiți. 
De asemenea, datorită metodelor sale dure, Parisul devine în acel moment cel mai curat oraș al Europei (finanțat prin impozitul numit Noroi și felinare) și că eradică curțile miracolelor. Îi datorează iluminatul public, punând felinare chiar și pe aleile întunecate (de unde și expresia „Paris ville lumière”), care a servit în a face străzile mai sigure, primele reguli de circulație și de parcare, pavaj stradal și alimentare cu apă. 
La Reynie este, de asemenea, judecător sau procuror în mari procese extraordinare, precum cel al Complotului lui Latréaumont, vinovații fiind executați pentru conspirație (1674), cel al Afacerii otrăvurilor, care a durat trei ani (1679-1682) și a implicat 400 suspecți,  sau Procesul Quiétismului. 
El a demisionat din funcția de locotenent general în 1697, păstrându-și funcția în Consiliul de Stat și a murit la 14 iunie 1709, la vârsta de 84 de ani.

## Omagii

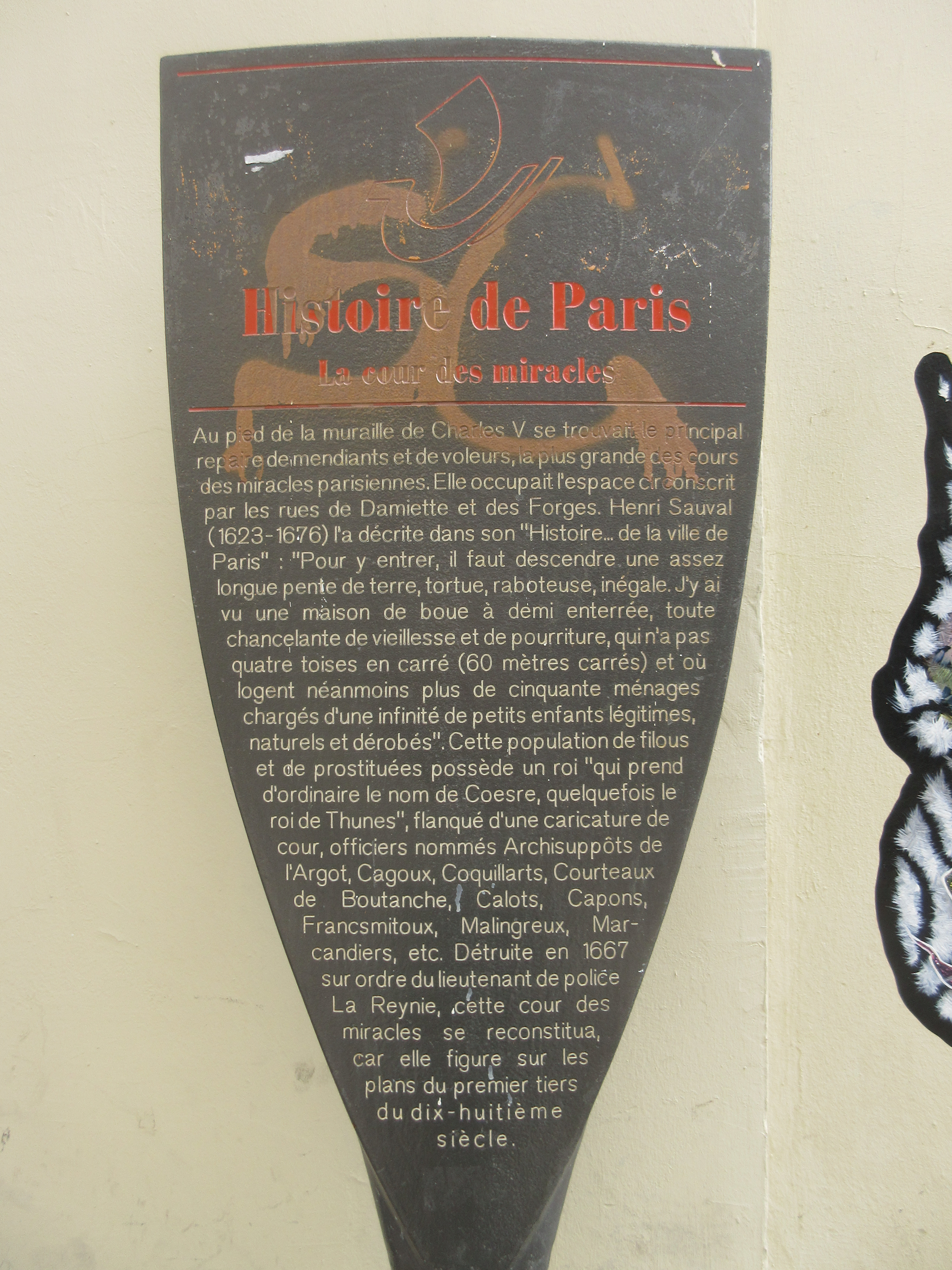
Panoul Istoria Parisului
„ Curtea Miracolelor ”

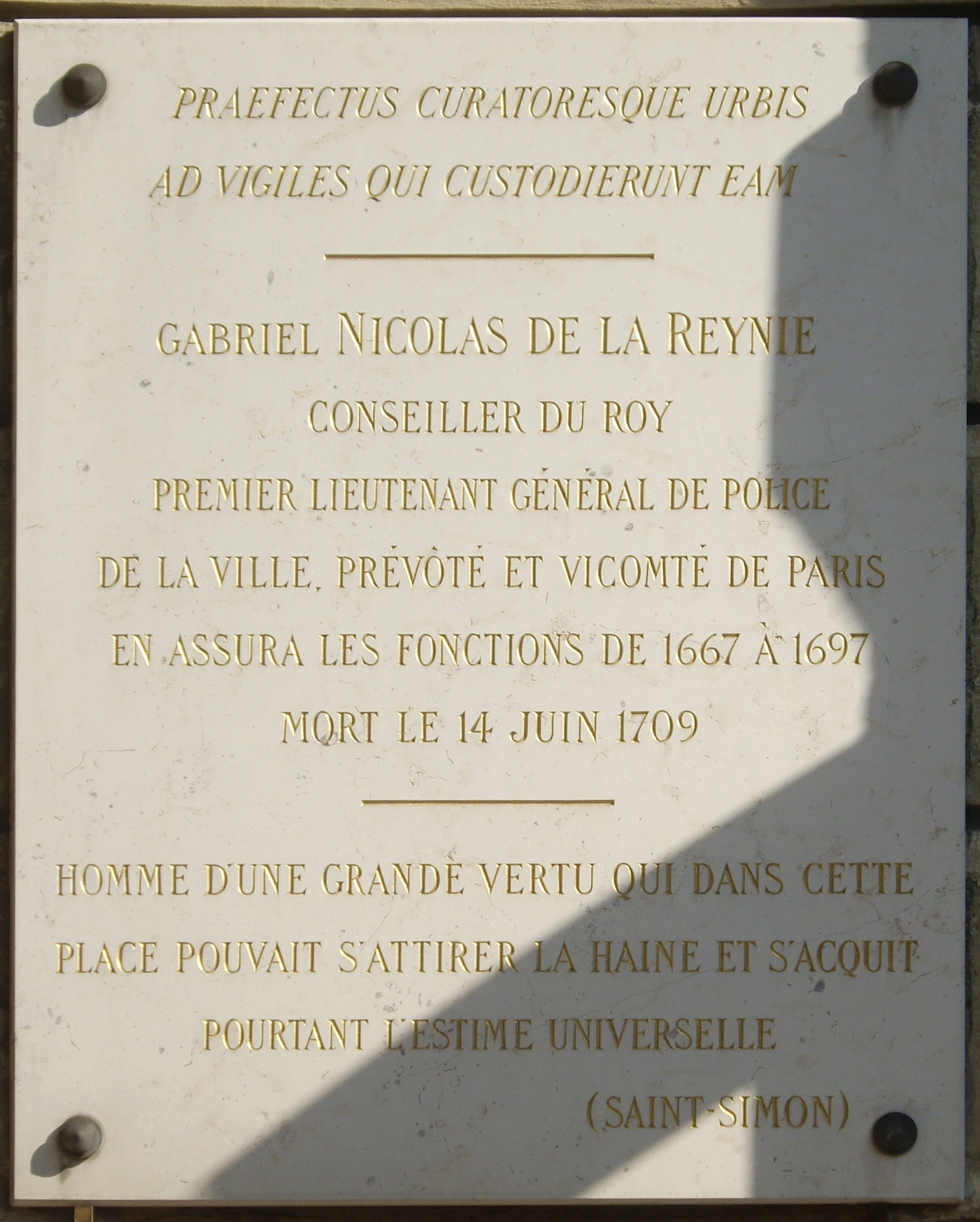
Placa Gabriel Nicolas de La Reynie, rue de la Cité, Paris